# Хобокен
Хобокен (енгл. Hoboken) град је у америчкој савезној држави Њу Џерзи. По попису становништва из 2010. у њему је живело 50.005 становника.

## Демографија
Према попису становништва из 2010. у граду је живело 50.005 становника, што је 11.428 (29,6%) становника више него 2000. године.
|                   | 2010.           | 2000.           |
| Укупно            | 50 005 (100,0%) | 38 577 (100,0%) |
| Белци             | 36 607 (73,21%) | 27 196 (70,50%) |
| Хиспаноамериканци | 7 602 (15,20%)  | 7 783 (20,18%)  |
| Азијати           | 3 558 (7,115%)  | 1 661 (4,306%)  |
| Афроамериканци    | 1 767 (3,534%)  | 1 644 (4,262%)  |
| Остали            | 471 (0,942%)    | 293 (0,760%)    |